# Bomba volcànica

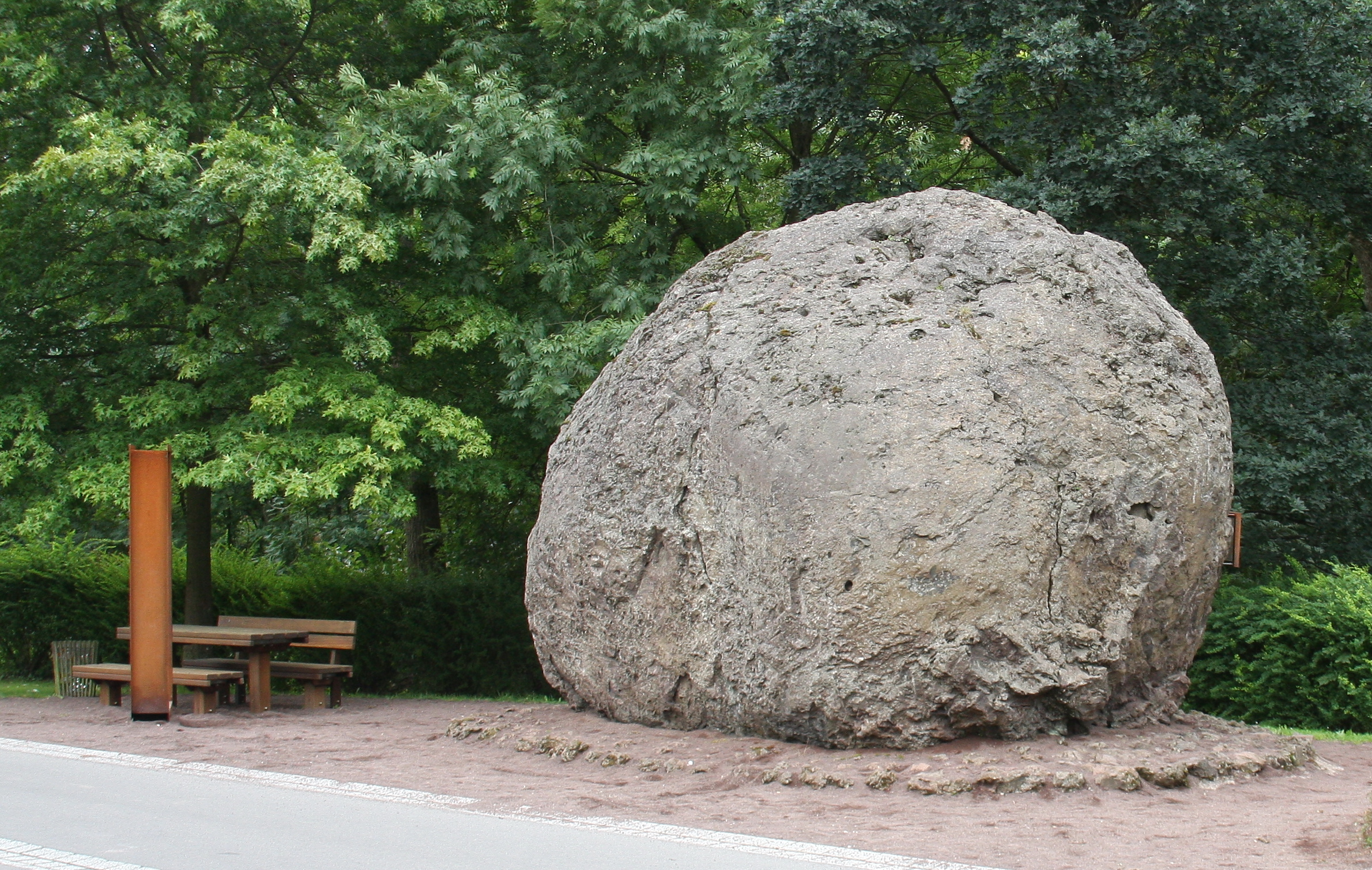
Bomba volcànica de Strohn a Renània-Palatinat, Alemanya, descoberta en 1969. Pesa al voltant de 120 tones i té un diàmetre de 5 metres. Va ser emesa durant una erupció volcànica datada cap al 8300 a.C.

Una bomba volcànica és un glòbul de roca fosa (piroclasts) la grandària de la qual iguala o supera els 64 mm de diàmetre. Es formen quan un volcà expulsa fragments viscosos de lava durant una erupció. Les bombes volcàniques poden ser llançades a quilòmetres de distància de la boca d'erupció. Durant el vol, les més fluides solen adquirir formes aerodinàmiques (trenes o fusos), alhora que es refreden en major o menor grau. Si l'exterior d'una bomba de lava solidifica durant el seu vol, pot desenvolupar una superfície externa esquerdada a mesura que s'expandeix des de l'interior. Aquest tipus de bomba de lava es coneix com a bomba d'escorça de pa. Si la bomba segueix en estat plàstic, en l'impacte a terra es deforma (plasta de vaca). Les bombes volcàniques representen un perill significatiu, ja que poden causar greus danys per impacte, cremada i incendi en la zona de l'erupció i proximitats. Un incident d'aquest tipus va ocórrer en el volcà de Galeras a Colòmbia el 1993, on sis persones van resultar mortes prop del cim i diverses van patir ferides severes per les bombes de lava quan el volcà va entrar en erupció de forma inesperada.

## Parc Natural volcànic de la Garrotxa
Al parc volcànic de la comarca catalana hi ha una antiga gredera visitable amb gran varietat de bombes volcàniques de diverses grandàries i un color negre bastant intens. Està situada la base del Volcà de Rocanegra.

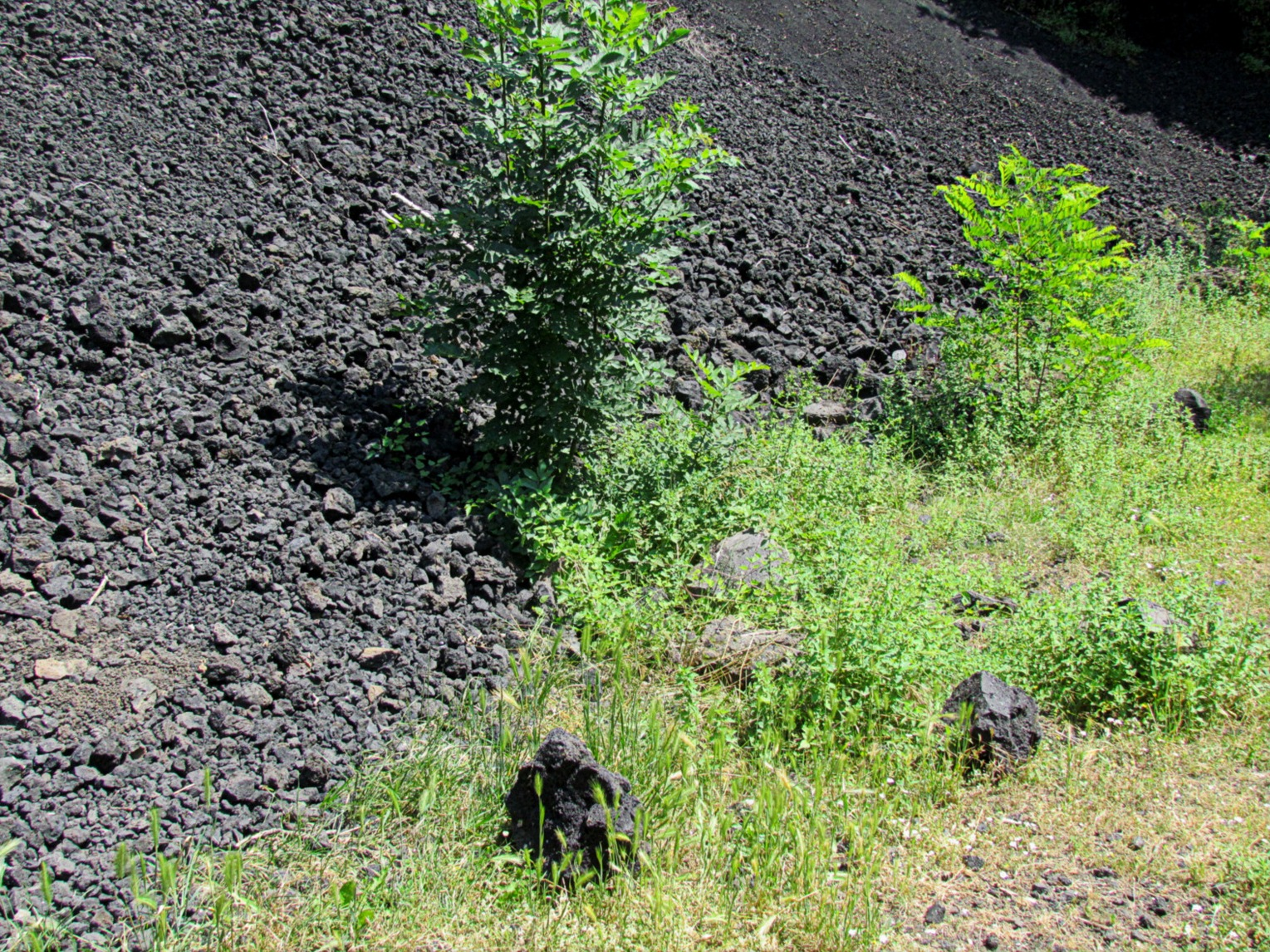
Bombes en la gredera del Volcà Rocanegra
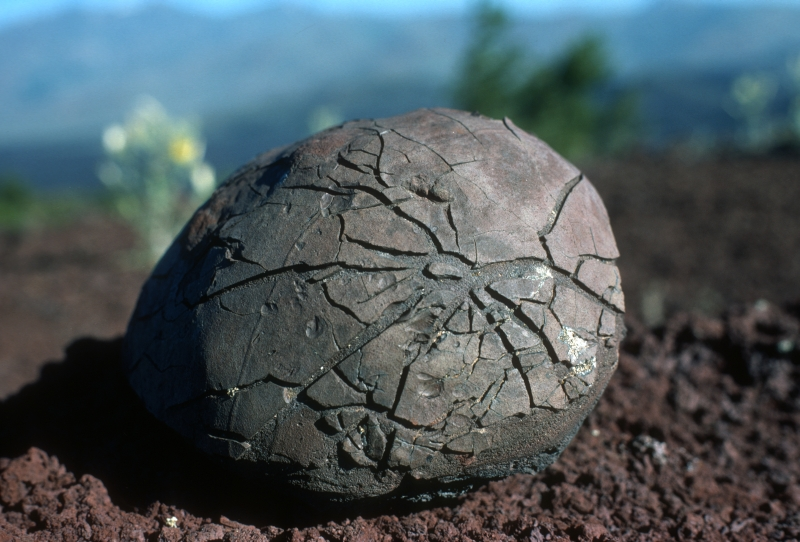
Bomba de tipus bread crust. "Cràters de la Lluna", Idaho
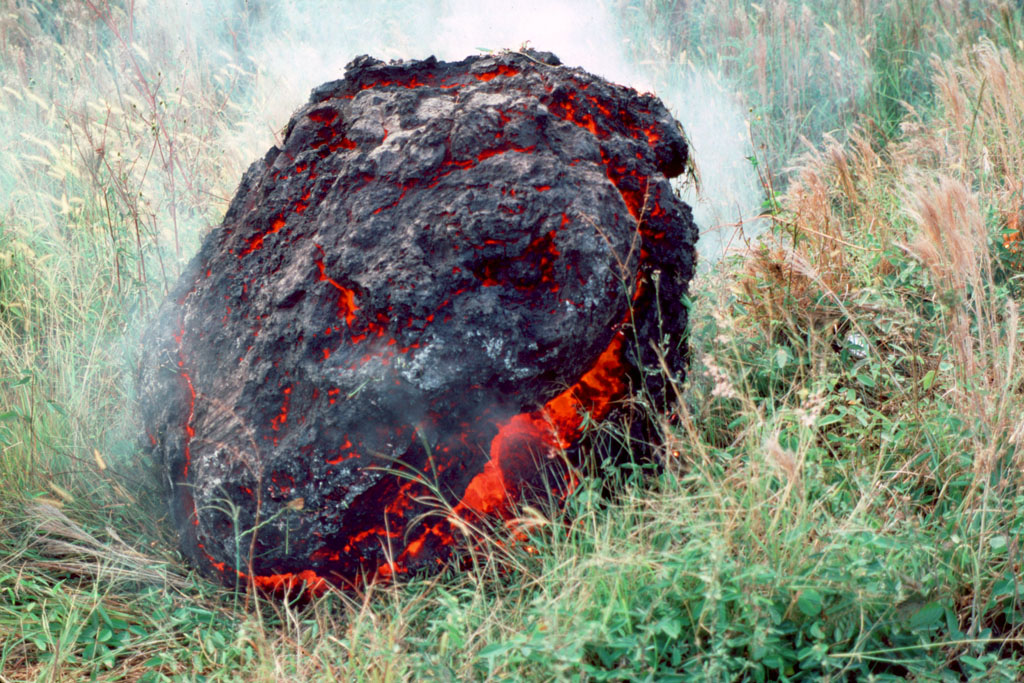
Bomba solidificant-se. Volcà de Kilauea, Hawai.